# Kolen'ga
La Kolen'ga (in russo Куло́й?) è un fiume della Russia europea settentrionale (Oblast' di Vologda e di Arcangelo), affluente di destra del Kuloj.

## Descrizione
La fonte del fiume si trova in una palude forestale nell'ovest del Tarnogskij rajon (oblast' di Vologda); scorre prima in direzione nord-est, poi nord-ovest. Nel medio corso tocca alcuni piccoli insediamenti. Sfocia nel Kuloj a 29 km dalla foce. Ha una lunghezza di 206 km; l'area del bacino idrografico, situato su una pianura pianeggiante e ondulata, in una zona paludosa e boscosa, è di è di 790 km².